# De Havilland Aircraft Company
Die de Havilland Aircraft Company Limited war ein 1920 von Geoffrey de Havilland gegründeter britischer Flugzeug- und Flugmotorenhersteller mit Sitz in Edgware, später Hatfield. Bekannt wurde das Unternehmen durch den Doppeldecker Gipsy Moth, die im Zweiten Weltkrieg eingesetzte Mosquito und das erste strahlgetriebene Verkehrsflugzeug der Welt, die DH.106 Comet.

## Geschichte

### Erste Jahre

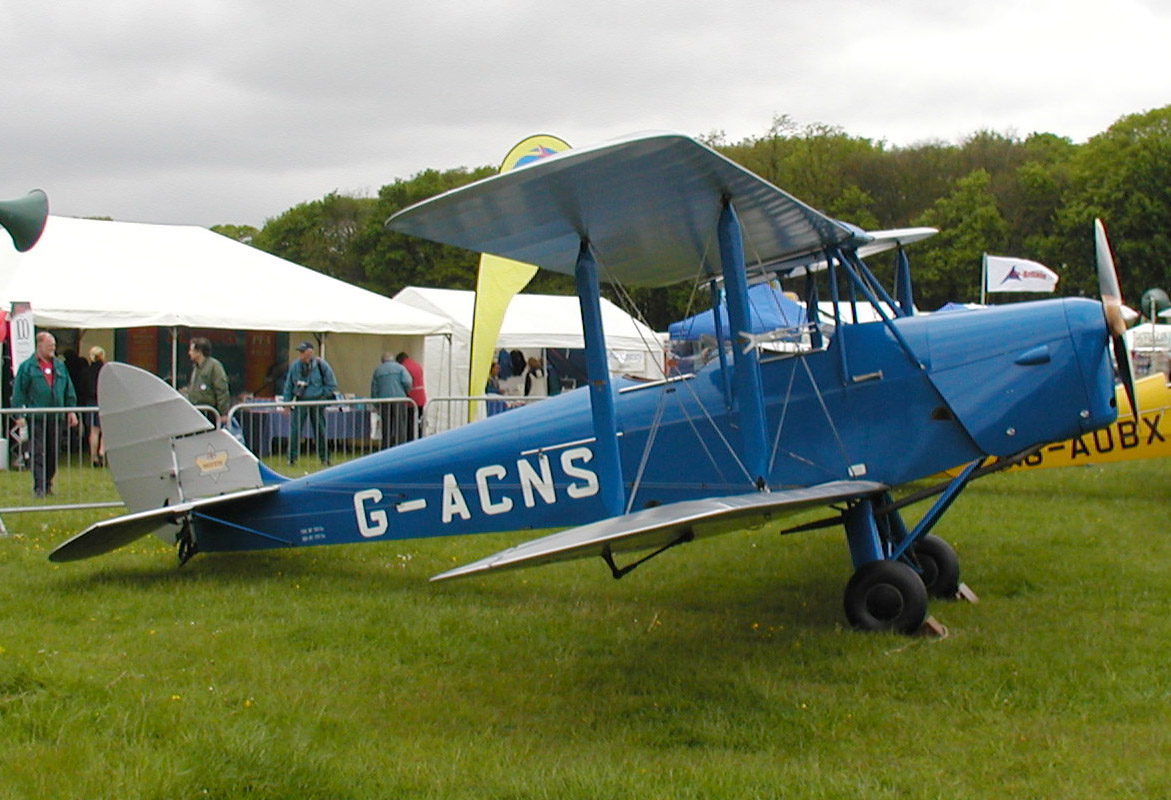
Gipsy Moth

Die de Havilland Aircraft Company entstand am 25. September 1920 aus der in Konkurs gegangenen Aircraft Manufacturing Company (Airco), von der Geoffrey de Havilland Teile der Produktionsanlagen übernahm. Der Sitz befand sich zunächst am Flugplatz Stag Lane in Edgware, Nordwest-London. Unternehmensziel war die Herstellung und Reparatur von Flugzeugen sowie von Flugzeugausrüstungen. Zunächst wurden nur Flugzeuge gewartet. Bald entstand jedoch eine kleine Anzahl selbst konstruierter Flugzeuge, hauptsächlich für das Luftfahrtministerium, aber auch für die neu entstandenen Fluggesellschaften. De Havilland konnte sich 1921 mit Ronald Eric Bishop einen außerordentlich talentierten Konstrukteur sichern, der maßgeblich für die Erfolge der Firma verantwortlich zeichnete.
Da de Havilland mit den verfügbaren Flugmotoren unzufrieden war, begann das Unternehmen auf Basis französischer Typen und unter Verantwortung von Frank Halford selbst mit der Produktion von Flugmotoren. So entstand der Gipsy-Motor. Mit diesem Motor entstand ab 1928 die lange Serie der bis in den Zweiten Weltkrieg hinein produzierten Moth-Typen, die als Privatflugzeug, aber auch als militärischer Trainer eingesetzt wurden. Einige dienten sogar als leichtes Passagierflugzeug.

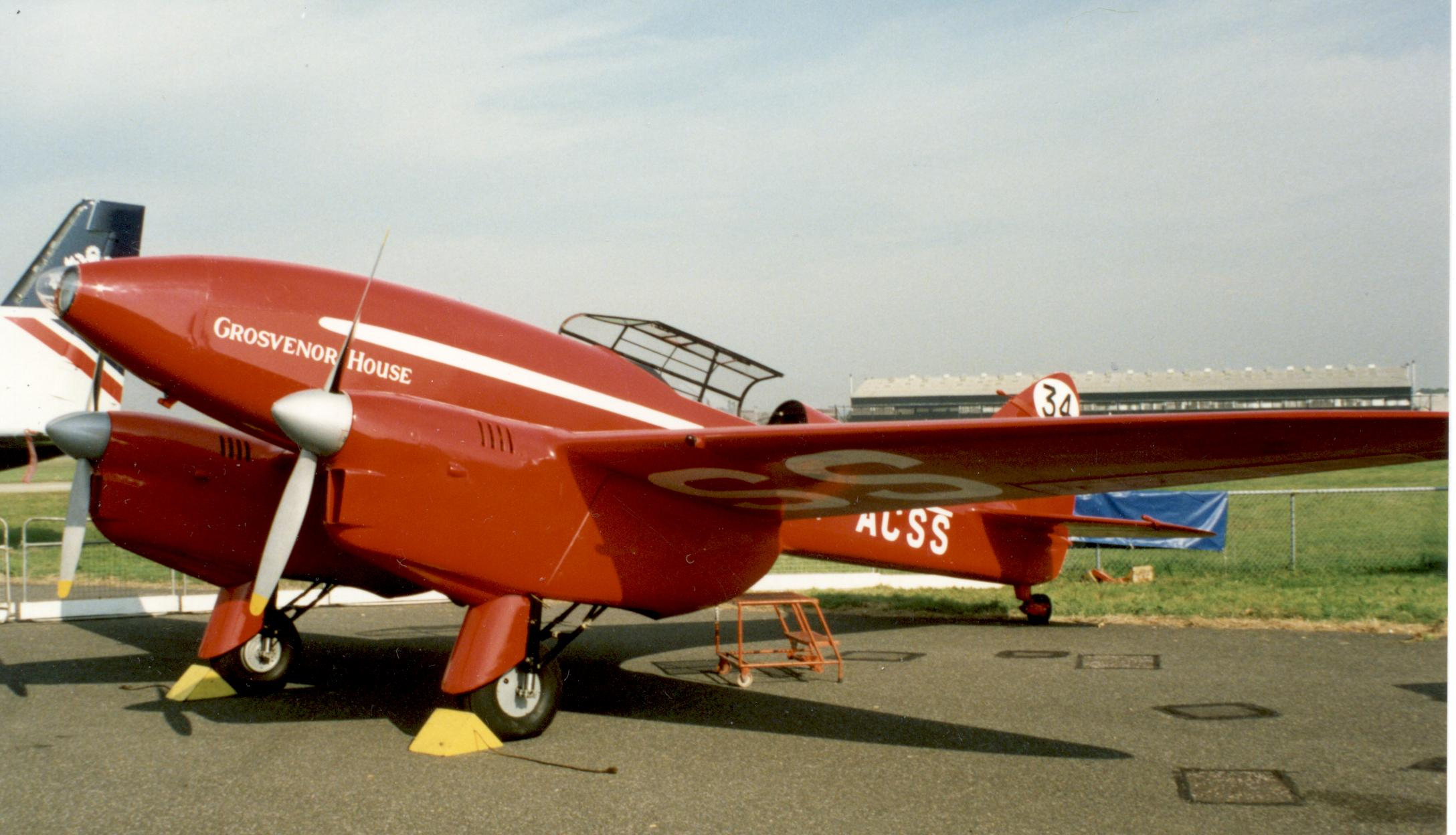
DH.88 Comet

Im Jahr 1934 zog das Unternehmen nach Hatfield um. In diesem Jahr gelang es auch, mit der DH.88 das MacRobertson-Luftrennen für sich zu entscheiden. Von diesem Flugzeug geht eine direkte Linie zu dem ebenfalls ganz aus Holz hergestellten Kampfflugzeug Mosquito, von dem während des Zweiten Weltkrieges über 7.000 Stück hergestellt wurden. Im Jahr 1940 erwarb de Havilland Anteile am britischen Flugzeughersteller Airspeed aus Portsmouth, der unter anderem Trainingsflugzeuge und Lastensegler produzierte. Im Juni 1951 kam das Unternehmen vollständig in den Besitz von de Havilland.
Nach einem Kontakt mit Frank Whittle begann man mit der Entwicklung einer neuen Flugzeuggeneration mit Strahltriebwerken. Frank Halford analysierte den Whittleschen Entwurf und vereinfachte ihn. Daraus entstand das Goblin-Triebwerk, das in die Vampire eingebaut wurde. Deren Erstflug erfolgte im September 1943. Ab 1944 wurde die Motorenabteilung als de Havilland Engine Company selbständig geführt.

### Nachkriegszeit

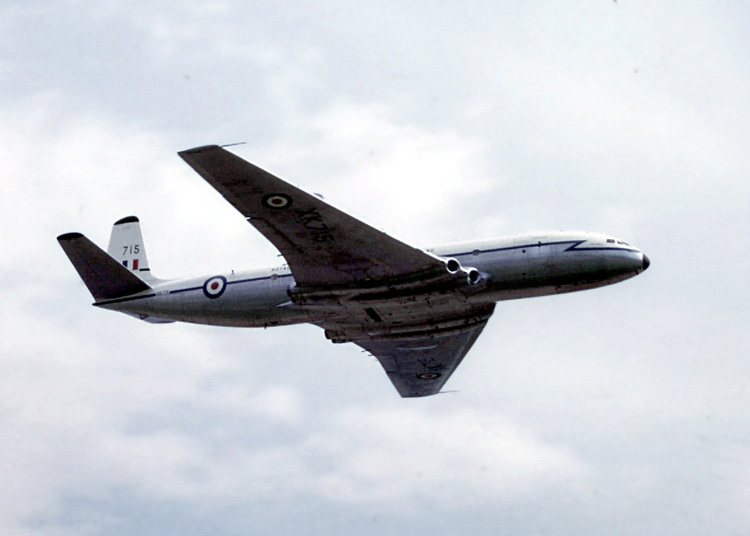
DH.106 Comet

Nach dem Krieg versuchte man zunächst, mit der DH.108 die Schallmauer zu durchbrechen. Bei Probeflügen brach eine Maschine in der Luft auseinander, wobei der Pilot Geoffrey de Havilland Junior, der Sohn des Firmengründers, umkam. Während die Untersuchungen noch andauerten, gelang es dem US-Amerikaner Chuck Yeager, mit der Bell X-1 die Schallmauer zu durchbrechen. Kurze Zeit später gelang dies auch mit einem weiteren, nur leicht veränderten Exemplar der DH.108.
Man konzentrierte sich daraufhin bei de Havilland auf den Passagierflugzeugbau und brachte mit der Comet auch das erste wirtschaftlich erfolgreiche Düsenpassagierflugzeug auf den Markt, das seinen Erstflug 1949 absolvierte und ab 1952 in den Liniendienst ging. Jedoch führten zwei zunächst unerklärliche Totalverluste zweier Maschinen 1954 zu einer Einstellung der Produktion und zu einem Startverbot. Die Ursache lag in Rissen der Druckkabine des Flugzeuges, hervorgerufen durch eine noch unbekannte und zu wenig erforschte Art von Materialermüdung: Der Druckwechsel belastete die Druckkabine in einer für die damaligen Entwickler neuen Art und Weise, so dass diese Effekte nicht in die Konstruktion einbezogen worden waren. Die Erkenntnisse von de Havilland wurden allen anderen Herstellern ebenfalls zur Verfügung gestellt, um keine weiteren Menschenleben zu gefährden. In dieser Zeit gewannen die amerikanischen Konkurrenten Boeing und Douglas in der Verkehrsluftfahrt die Oberhand. De Havilland blieb fast nur der britische Markt mit den staatlichen Fluggesellschaften.
Daher konzentrierte man sich auf die Entwicklung strategischer Langstreckenflugkörper. So entstand die mit einem Flüssigkeitsraketentriebwerk ausgerüstete Blue Streak, die jedoch nie bei der Truppe eingeführt wurde. Eine Zeit lang versuchte man, die gewonnenen Erkenntnisse für die erste Stufe einer zivilen Rakete zu verwenden, aber auch das gab man schließlich 1973 auf.

### Ende der Unabhängigkeit
Im Jahr 1959 wurde das Unternehmen auf Betreiben der britischen Regierung Teil der Hawker-Siddeley-Gruppe, welche die Motorenabteilung anschließend in das Unternehmen Bristol Siddeley einbrachte. Im Jahr 1962 versuchte de Havilland mit der – bereits als Hawker Siddeley-Produkt angebotenen – Trident nochmals im Markt für Verkehrsflugzeuge Fuß zu fassen, jedoch konnten sich zunächst nur die britische BEA und die chinesische CAAC für diesen dreistrahligen Jet entscheiden. Insgesamt wurden lediglich 117 Stück gebaut.
Im Jahr 1963 wurde der Markenname de Havilland aufgegeben. Alle Flugzeuge wurden seitdem unter der Bezeichnung Hawker Siddeley verkauft. Die Namensrechte an der Marke de Havilland wurden Ende 2018 an die kanadische Longview Aviation Capital verkauft.

## Niederlassungen in Übersee

### de Havilland Canada (DHC)
Siehe Hauptartikel: de Havilland Canada
Das kanadische Tochterunternehmen entstand 1928. In den ersten Jahren wurden Flugzeuge der britischen Mutter gebaut. Nach dem Zweiten Weltkrieg begann die Entwicklung eigener Typen. Das Unternehmen ging in den 1970er Jahren erst an Boeing, dann an Canadair, später Bombardier Aerospace.
Die Rechte an den Typen DHC-1 Chipmunk, DHC-2 Beaver, DHC-3 Otter, DHC-4 Caribou, DHC-5 Buffalo, DHC-6 Twin Otter und DHC-7 gehören seit Februar 2006 der kanadischen Viking Air Limited, welche die Produktion der DHC-6 Twin Otter wieder aufgenommen hat. Die Rechte am Namen de Havilland Canada und der Dash 8 verkaufte Bombardier an die Viking-Mutter Longview Aviation Capital die de Havilland Canada neu gründete.

### de Havilland Australia (DHA)
Siehe Hauptartikel: Hawker de Havilland
Die 1927 gegründete australische Tochter übernahm zunächst den Vertrieb und die Wartung der Produkte des Mutterunternehmens. Seit 1939 existierte eine eigene Flugzeugproduktion. Nach dem Zweiten Weltkrieg entstand als Eigenentwurf die DHA-3 Drover. DHA wurde 1965 in Hawker de Havilland umbenannt und gehört heute zu Boeing.

## Produkte

### Flugzeuge
Militärische Typen mit Kolbenmotoren
- DH.27 Derby
- DH.65 Hound
- DH.77 (F.20/27)
- DH.93 Don
- DH.98 Mosquito
- DH.103 Hornet

Zivile Typen mit Kolbenmotoren
Eindecker
- DH.29 Doncaster
- DH.53 Humming Bird
- DH.71 Tiger Moth
- DH.80 Puss Moth
- DH.85 Leopard Moth
- DH.88 Comet
- DH.91 Albatross
- DH.94 Moth Minor
- DH.95 Flamingo
- DH.104 Dove
- DH.114 Heron

einmotorige Doppeldecker
- DH.34
- DH.37
- De Havilland DH.42 Dormouse
- DH.50
- DH.51
- DH.60 Moth (Cirrus Moth, Genet Moth, Gipsy Moth, Moth Major)
- DH.61 Giant Moth
- DH.75 Hawk Moth
- DH.82 Tiger Moth
- DH.83 Fox Moth
- DH.87 Hornet Moth

zwei- bis viermotorige Doppeldecker
- DH.66 Hercules
- DH.67
- DH.84 Dragon
- DH.86 Express
- DH.89 Dragon Rapide
- DH.90 Dragonfly

Militärische Typen mit Strahltriebwerken
- DH.100 Vampire
- DH.110 Sea Vixen
- DH.112 Venom
- DH.113 Vampire NF
- DH.115 Vampire Trainer

Zivile Typen mit Strahltriebwerken
- DH.106 Comet
- DH.121 Trident
- DH.125

Experimentalflugzeuge
- DH.108 Swallow

### Strahltriebwerke
- de Havilland Ghost
- de Havilland Goblin

### Flugmotoren
- de Havilland Gipsy
- de Havilland Gipsy Major
- de Havilland Gipsy Six
- de Havilland Gipsy King
- de Havilland Gipsy Queen